# Johanneskapelle (Waldershof)
Die Johanneskapelle ist eine kleine Kapelle in Waldershof in der nördlichen Oberpfalz. Erbaut wurde sie wahrscheinlich im 17. Jahrhundert; sie steht heute unter Denkmalschutz.

## Geschichte und Beschreibung
Die Johanneskapelle in Waldershof steht westlich des Stadtzentrums in der Nähe des Waldershofer Schlosses am Kösseinebach. Über die Entstehung der Kapelle sind keine Hinweise vorhanden, da sie aber bis 1934 zum Schloss gehörte, könnte sie von einem Klosterrichter errichtet worden sein. Anhand der Bauweise und des verwendeten Baumaterials wird angenommen, dass die Johanneskapelle im 17. Jahrhundert erbaut wurde.
Sehenswert ist die Figur des heiligen Johannes Nepomuk, die früher angeblich über dem Abfluss des Schlossweihers gestanden haben soll. Erstmals schriftlich erwähnt wurde die Kapelle im Jahr 1846, als sie durch ein Hochwasser gefährdet war und drohte, zerstört zu werden. 1934 erwarb sie der damalige Marktrat vom Schlossbesitzer, weil es diesem nicht mehr möglich war, die Kapelle zu unterhalten.
An der Stirnseite befindet sich ein großes Kreuz vor einem Wandteppich, an den beiden Wänden rechts ein Bild Heiligstes Herz Jesu und links Unbeflecktes Herz Mariä.